# آرتور میلتن
آرتور میلتن (به انگلیسی: Arthur Milton) بازیکن فوتبال زادهٔ ۱۰ مارس ۱۹۲۸ اهل انگلستان بود که سابقهٔ بازی در تیم ملی فوتبال انگلستان را در کارنامهٔ خود دارد. وی در تاریخ ۲۸ نوامبر ۱۹۵۱ تنها بازی ملی خود را در مقابل تیم ملی فوتبال اتریش انجام داد.